# 四川省历史文化名城
四川省历史文化名城由四川省政府公布，先后公布34个，其中4个已升格为中国历史文化名城，2个划归重庆市，现有28个。
- 1984年：阆中

- 第一批：1991年1月3日，公布14个[1]
  - 巴中（1）
  - 通江（1）
  - 剑阁（1）
  - 资中（1）
  - 邛崃（1）
  - 泸州（1，已升格为中国历史文化名城）
  - 乐山（1，已升格为中国历史文化名城）
  - 崇州（1）
  - 新都（1）
  - 松潘（1）
  - 江油（1）
  - 眉山（1）
  - 叙永（1）
  - 都江堰（1，已升格为中国历史文化名城）
- 第二批：1992年，公布11个[2]
  - 广元（2[3]）
  - 西昌（2）
  - 南充（2）
  - 绵阳（2）
  - 广汉（2）
  - 三台（2）
  - 会理（2，已升格为中国历史文化名城）
  - 奉节（划归重庆市）
  - 丰都（划归重庆市）
  - 芦山（2）
  - 旺苍（2）

第三批：1995年，公布4个
- - 雅安（3）
  - 绵竹（3）
  - 什邡（3）
  - 江安（3）

其他：公布5个
- - 罗江（1999年）
  - 荥经（2005年）
  - 蓬安（2007年[4]）
  - 平武（2013年）
  - 自贡市富顺县（2020年4月7日）[5]